# Хуан Сантістебан
Хуан Сантістебан (ісп. Juan Santisteban, нар. 8 грудня 1936, Корія-дель-Ріо) — іспанський футболіст, що грав на позиції півзахисника. По завершенні ігрової кар'єри — тренер.
Виступав, зокрема, за клуб «Реал Мадрид», а також національну збірну Іспанії.
Чотириразовий чемпіон Іспанії. Володар Міжконтинентального кубка.

## Клубна кар'єра
Народився 8 грудня 1936 року в місті Корія-дель-Ріо. Вихованець юнацьких команд футбольних клубів «Реал Бетіс» та «Реал Мадрид».
У дорослому футболі дебютував 1953 року виступами за команду «Плюс Ультра», в якій провів два сезони. 
Своєю грою за цю команду привернув увагу представників тренерського штабу клубу «Реал Мадрид», до складу якого приєднався 1955 року. Відіграв за королівський клуб наступні шість сезонів своєї ігрової кар'єри. За цей час тричі виборював титул чемпіона Іспанії, ставав володарем Міжконтинентального кубка.
Згодом з 1961 по 1966 рік грав у складі команд «Венеція», «Реал Мадрид» та «Реал Бетіс». Протягом цих років додав до переліку своїх трофеїв ще один титул чемпіона Іспанії.
Завершив ігрову кар'єру у команді «Балтимор Бейз», за яку виступав протягом 1967—1968 років.

## Виступи за збірну
У 1957 році дебютував в офіційних матчах у складі національної збірної Іспанії.
Загалом протягом кар'єри в національній команді, яка тривала 3 роки, провів у її формі 7 матчів.

## Кар'єра тренера
Розпочав тренерську кар'єру, повернувшись до футболу після невеликої перерви, 1974 року в якості тренера молодіжної команди клубу «Реал Мадрид». Згодом довгий час обіймав ризи тренерські позиції у структурі «королівського клубу».
У 1988 році став головним тренером юнацької збірної Іспанії U16. Протягом наступних двадцяти років незмінно працював з іспанськими юнацькими збірними різних вікових категорій. Протягом 2002–2004 років також очолював іспанську «молодіжку», а 2005 року був головним тренером олімпійської команди країни.
| Дата       | Місто              | Господарі | Результат | Гості             | Турнір            | Голи | Примітки |
| ---------- | ------------------ | --------- | --------- | ----------------- | ----------------- | ---- | -------- |
| 6-11-1957  | Мадрид             | Іспанія   | 3 – 0     | Туреччина         | товариський матч  | -    |          |
| 24-11-1957 | Лозанна            | Швейцарія | 1 – 4     | Іспанія           | Відбір до ЧС 1958 | -    |          |
| 13-3-1958  | Париж              | Франція   | 2 – 2     | Іспанія           | товариський матч  | -    |          |
| 19-3-1958  | Франкфурт-на-Майні | ФРН       | 2 – 0     | Іспанія           | товариський матч  | -    |          |
| 13-4-1958  | Мадрид             | Іспанія   | 1 – 0     | Португалія        | товариський матч  | -    |          |
| 15-10-1958 | Мадрид             | Іспанія   | 6 – 2     | Північна Ірландія | товариський матч  | -    |          |
| 28-2-1959  | Рим                | Італія    | 1 – 1     | Іспанія           | товариський матч  | -    |          |
| Усього     |                    | Матчів    | 7         |                   | Голів             | 0    |          |

## Титули і досягнення

### Як гравця
- Чемпіон Іспанії (4):

«Реал Мадрид»: 1956-1957, 1957-1958, 1960-1961, 1963-1964
- Володар Кубка європейських чемпіонів (4):

«Реал Мадрид»: 1956-1957, 1957-1958, 1958-1959, 1959-1960
- Володар Міжконтинентального кубка (1):

«Реал Мадрид»: 1960

### Як тренера
- Переможець Середземноморських ігор (1):

Іспанія U-23: 2005
- Чемпіон Європи (U-19) (1):

Іспанія U-19: 2007
- Чемпіон Європи (U-17) (2):

Іспанія U-17: 2007, 2008
- Чемпіон Європи (U-16) (4):

Іспанія U-16: 1991, 1997, 1999, 2001